# 烏爾曼角
62°5′S 58°23′W / 62.083°S 58.383°W
烏爾曼角（Ullmann Point），是南極洲的海岬，位於南設得蘭群島的喬治王島，處於阿德默勒爾蒂灣的馬特爾灣，由讓-巴蒂斯特·夏古率領的法國探險隊命名，現時由南極條約體系管理。